# Arturo Norambuena
Arturo Norambuena, mit vollständigem Namen Arturo Andrés Norambuena Ardiles, (* 24. November 1971 in Valdivia) ist ein ehemaliger chilenischer Fußballspieler und -trainer. Der Stürmer gewann zwei Meisterschaften und absolvierte fünf Länderspiele für die chilenische Fußballnationalmannschaft, in denen er ein Tor erzielte.

## Karriere

### Verein
Arturo Norambuena studierte Forstwirtschaft an der Universidad Austral de Chile, für die er auch Fußball spielte. So kam er auch auf seinen Spitznamen El Ingeniero. 1996 debütierte Norambuena mit 25 Jahren bei Deportes Iberia. Nach Stationen bei Santiago Morning, Universidad de Concepción und Audax Italiano wechselte Norambuena 2000 zu Universidad Católica. Mit den Cruzados wurde der er Meister der Apertura 2002 und erzielte 14 Saisontore.
2003 wechselte Norambuena zum argentinischen Klub Quilmes AC, für den er aber nur drei Ligaspiele absolvierte und nach Chile zum CD Cobreloa zurückkehrte. Mit Cobreloa gewann El Ingeniero seine zweite Meisterschaft in der Clausura 2004. 2006 ließ er seine Karriere in den USA bei den Puerto Rico Islanders gemeinsam mit seinem früheren Teamkollegen Dante Poli ausklingen.

### Nationalmannschaft
Arturo Norambuena debütierte in der chilenischen Nationalmannschaft unter Jorge Garcés bei der 1:3-Niederlage gegen Kolumbien in der Qualifikation für die Weltmeisterschaft 2002. Für das Turnier in Südkorea und Japan qualifizierte sich La Roja als Letzter der Südamerika-Gruppe allerdings nicht. Bei der Qualifikation für die Weltmeisterschaft 2006 wurde der Stürmer drei Mal eingewechselt und erzielte beim 2:1-Erfolg über Peru den Siegtreffer in der 70. Spielminute, nachdem er erst drei Minuten zuvor für Héctor Tapia eingewechselt worden war. Die 0:1-Niederlage gegen Paraguay im November 2003 war sein letztes Länderspiel. Norambuena absolvierte insgesamt fünf Länderspiele und schoss ein Tor für Chile.

## Trainer
Arturo Norambuena begann seine Trainerkarriere als Assistent von Néstor Craviotto beim bolivianischen Club The Strongest. Im Juni 2015 wurde der frühere Nationalspieler dann Trainer vom CD Cobresal. Nach nur sieben Spielen und dem Ausscheiden in der Copa Chile wurde Norambuena im September desselben Jahres wieder entlassen. 2017 kam er auf die Trainerbank des Zweitligisten AC Barnechea, bei dem er bis zum Mai 2018 blieb. Im August 2019 wurde Norambuena Trainer von Deportes Valdivia, wo er Pedro González Vera ersetzte. Nach nicht einmal zwei Monaten wurde er aber wegen schlechter Resultate wieder entlassen.

## Erfolge
Universidad Católica
- Chilenischer Meister: 2002-A

Cobreloa
- Chilenischer Meister: 2004-C